# 19822 Vonzielonka
19822 Vonzielonka là một tiểu hành tinh vành đai chính với chu kỳ quỹ đạo là 1283.9726227 ngày (3.51 năm).
Nó được phát hiện ngày 23 tháng 9 năm 2000 bởi Nhóm nghiên cứu tiểu hành tinh gần Trái Đất phòng thí nghiệm Lincoln team ở Socorro vàđược đặt tên theo tên của Beverley von Zielonka, former principal thuộc Hastings Middle School ở Upper Arlington, Ohio.